# Bulevardul Cetății din Târgu Mureș
Bulevardul Cetății (în maghiară Vársétány) este o arteră din centrul municipiului Târgu Mureș.

## Istoric
Prima menționare a Bulevardului Cetății se datează din 1722 sub numele de „Tzigan Mező”, iar în 1823 deja apare denumirea de „a’ Tzigány Mezőn, hol most a’ Német város vagyon”. Potrivit documentelor istorice matematicianul János Bolyai trăia între 1846-1852 în această stradă. De numele lui se leagă crearea geometriei neeuclidiene, simultan, dar independent de Lobacevski și Carl Friedrich Gauss. 
Trupa de teatru permanent din Cluj, fondată în 1792, a jucat în mod regulat între 1803-1820 pe scena de lemn aflată pe piața dintre bastioanele măcelarilor și dogarilor.  După finalizarea construcției Palatului Apollo în 1822 de către contele Sámuel Teleki, această clădire a devenit lăcașul pieselor de teatru ale trupelor care vizitau orașul. 
În 1887 consiliul Orașului Liber Regesc Mureș-Oșorhei a decis ca strada de la casele văduvelor lui Dániel Szilágyi și Sándor Szatmári până la dealul Trébely să capătă denumire de „Vár utcza” (în română Strada Cetății). În 1912 s-a modificat hotărârea precedentă și strada a primit denumirea după principele Gábor Bethlen care a conferit urbei titlul de Oraș Liber Regesc.
Bulevardul a căpătat aspectul de astăzi în 1912, în timpul primarului György Bernády, când au fost plantați pe ambele părți al străzii arbori de sâmbovină originari din America de Nord. Planurile au fost realizate de arhitectul șef Sándor Radó și arborii au fost cumpărați din Viena.

## Locuri
Bulevardul Cetății este înconjurată preponderent de case individuale cu parter, unele dintre ele având fațade specifice stilului Secession. Pe lista monumentelor istorice figurează construcțiile civice de pe nr. 1, 5, 12, 25, 35. Totodată, ansamblul cetății medievale și ansamblul urban „Zona cetății” ( MS-II-a-A-15454) se află sub protecție arhitecturală.
Următoarele locuri sunt cele mai importante atracții turistice din împrejurimea bulevardului:
- Cetatea medievală
- Scara Rákóczi
- Bustul lui Ferenc Rákóczi al II-lea
- Statuia lui Sándor Kőrösi Csoma
- Liceul Romano-Catolic „II. Rákóczi Ferenc”
- Școala Superioară de Comerț, clădire monument istoric ( MS-II-a-A-15454) construită în stil Secession după planurile arhitectului șef Sándor Radó, în prezent sediul Facultății de Inginerie